# Astrasjytski Haradok
Astrasjytski Haradok (belarusiska: Астрашыцкі Гарадок) är en agropolis i Belarus. Den ligger i voblasten Minsks voblast, i den centrala delen av landet, 20 kilometer norr om huvudstaden Minsk. Astrasjytski Haradok ligger 223 meter över havet och antalet invånare är 2 390.

## Natur
Terrängen runt Astrasjytski Haradok är platt. Närmaste större samhälle är Ljasny, 6,4 kilometer söder om Astrasjytski Haradok.